# Виходцев Геннадій Анатолійович
Геннадій Анатолійович Ви́ходцев (народився 5 липня 1960 в Києві) — український підприємець і громадський діяч, голова ради засновників групи компаній «ФОКСТРОТ» (ГКФ).
За рейтингом журналу Фокус в 2012 зайняв 154 місце серед найбагатших людей України. За версією журналу Forbes Україна за результатами 2020 року разом із партнером Валерієм Маковецьким посів 23 місце у списку 25 найбільших рантьє України.
Нагороджений Орденом святого рівноапостольного князя Володимира III ступеня (2008).

## Біографія
Народився 5 липня 1960 в Києві. Дитинство провів на Лісовому масиві міста Києва. 1981 року закінчив Київський державний педагогічний інститут ім. М. Горького (нині Національний педагогічний університет імені М. П. Драгоманова), факультет загальнотехнічних дисциплін.
1983—1990 працював майстром виробничого навчання київського СПТУ будівельного профілю.
У 1994 році Геннадій Виходцев разом з партнерами відкривають перший магазин під брендом «Фокстрот». 2004 стає співзасновником Групу компаній «ФОКСТРОТ», очолює Раду засновників ГКФ.
Є керівником групи компаній «ФОКСТРОТ», що розвиває бренди «Фокстрот. Техніка для дому», Техношара, DEPO't.

## Підприємництво
З 1994 партнером по бізнесу Геннадія Виходцева є бізнесмен Валерій Маковецький. У 1994 Геннадій Виходцев разом з партнерами заснували бізнес під брендом «Фокстрот», а в 2004 — Групу компаній «ФОКСТРОТ», представлену мережами «Фокстрот. Техніка для дому», «FoxMart», «Техношара»(ритейл побутової та електронної техніки), «Секунда» (часовий ритейл), а також Depot Development Group (управління нерухомістю).
Геннадій Виходцев очолив Групу компаній «ФОКСТРОТ» і під його лідерством торгові мережі групи здобували перемоги в конкурсах «Вибір року в Україні» у сфері підприємств торгівлі та послуг в номінаціях «Столичний супермаркет електроніки року» (2003, 2004, 2005), «Найкраща мережа магазинів електроніки та побутової техніки в Україні»(2006, 2007, 2008, 2009, 2010, 2011) та «Магазин годинників року» (2004, 2005, 2006).
У 2008 була створена Управляюча компанія ГКФ (УК ГКФ), генеральним директором якої став Геннадій Виходцев. Під його керівництвом фахівці УК ГКФ організували і впровадили процес міжнародного незалежного аудиту ГКФ. З 2008 Група компаній «ФОКСТРОТ» щорічно отримує позитивний аудит міжнародних експертів щодо достовірності, повноти та відповідності міжнародним стандартам фінансової звітності ГК «ФОКСТРОТ». У 2016 Група компаній «ФОКСТРОТ» увійшла до ТОП-5 прозорих компаній України за оцінкою експертів Центру Розвитку КСВ
З 2018 року у торговій мережі «Фокстрот. Техніка для дому» — титульний бренд Групи компаній «ФОКСТРОТ» — запроваджено мультимодельну (омніканальну) схему ведення бізнесу. Відбулася повна синхронізація роботи інтернет-магазину і мережі стаціонарних магазинів щодо товарного наповнення, руху товарів, складських залишків, акцій та нарахування бонусів. Одночасно в рамках маркетингової кампанії «Живи наживо!» була нарощена присутність рітейлера у соціальних мережах.
З 2019 року Геннадій Виходцев з партнерами Маковецьким Валерієм Семеновичем та Геннадієм Григоровичем Молдавським інвестують у виробництво енергії з альтернативних джерел, зокрема у будівництво та експлуатацію сонячних станцій. Дві з них «Солінг 1» і «Солінг 2» розміщені у Миколаївській області, а «Солінг 3» у Чернівецькій області.

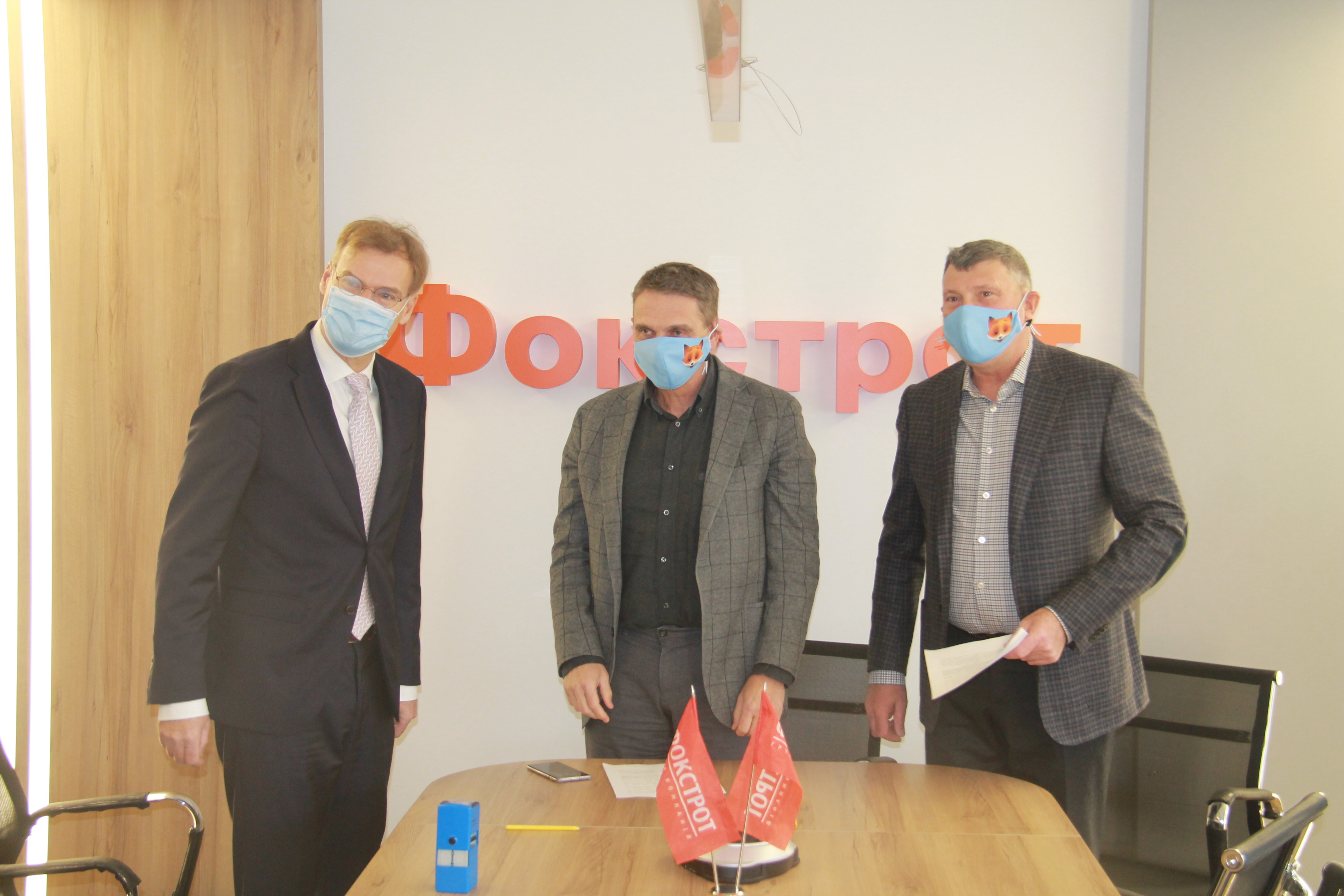
Валерій Маковецький, Геннадій Виходцев та Ян Петер Де Йонг, директор «Microsoft Україна», підписують Меморандум про взаєморозуміння

2020 року Група компаній «Фокстрот» та Microsoft Україна уклали Меморандум про взаєморозуміння, в рамках якого проведена цифрова трансформація, впроваджено ритейл-інновації та сучасні технології на базі платформ Microsoft.
За результатами 2020 року бренд Фокстрот увійшов до Топ-100 найдорожчих брендів України в галузі E-Commerce (за версією дослідницької компанії MPP Consulting).
З вересня 2020 року покупці Фокстрот набули можливість отримувати електронні чеки замість звичайних, паперових. Задля цього торговельна мережа з вересня впровадила програмне забезпечення реєстраторів розрахункових операцій ПО РРО Checkbox у двох магазинах Києва у тестовому режимі, а з 1 листопада впровадила програмні каси, які видають електронні чеки, у всіх 164 своїх магазинах та офіційному інтернет-магазині бренду. На 1 червня 2021 торговельна мережа Фокстрот надала своїм покупцям майже 1 мільйон електронних фіскальних чеків,.

## Громадська діяльність
З 2001 року Геннадій Виходцев є членом опікунської ради Соціального центру мікрорайону «Перспектива-Виноградар».
З 2003 року за сприяння Геннадія Виходцева у Києві проходить Міжнародний фестиваль зі спортивних танців «Парад надій» (засновниця й організатор фестивалю — Валентина Федорчук). З цього ж року проходить танцювальний турнір Кубок Фокстрот з найкращого виконання однойменного бального танцю.
З 2004 року — співголова оргкомітету Всеукраїнського проекту «Похід Пам'яті», спрямованого на збереження історичної пам'яті та допомога ветеранам війни та праці, з 2006 — голова оргкомітету Всеукраїнського соціального проекту «Велике серце маленького життя», мета якого — пошук та подальша підтримка обдарованих дітей-сиріт з усіх регіонів України.
У 2007—2008 році Геннадій Виходцев фінансував знімання українського художнього повнометражного фільму-драми «Маленьке життя» режисера Олександра Жовни. Наразі фільм внесено до списку «Рекомендованих художніх і документальних фільмів про Голодомор» для Уроку до Дня пам'яті жертв Голодомору для учнів старших класів.
З 2010 року — голова правління Соціального центру «Перспектива». З того ж кору Геннадій Виходцев підтримує функціонування «зеленого офісу» у головному офісі групи компаній «ФОКСТРОТ». Працівники дбають про збереження природних ресурсів (прісна вода, енергія) та збирають на перероблення вже створенні предмети (папір, пластик). Діяльність «зеленого офісу» відбувається у рамках Глобального договору ООН, який у 2006 році підписав Геннадій Виходцев.
У 2013 році — ініціатор соціального проєкту «Еко-клас», що покликаний підвищити ЕКО-культуру українців і сприяти зменшенню впливу людини на природу.
У 2019 році Геннадій Виходцев погодив участь торгової мережі «Фокстрот. Техніка для дому» у просвітницькому проєкті «Ціна держави». Мета проєкту — доведення до громадян реальної вартості державних послуг. 250 тисяч покупців мережі побачили соціальне відео про джерела надходжень до державного бюджету. А 170 тисяч покупців отримали на касі спеціальні конверти для фіскального чека та гарантійного талона, на які було нанесено електронну адресу калькулятора, що розраховує вартість державних послуг.

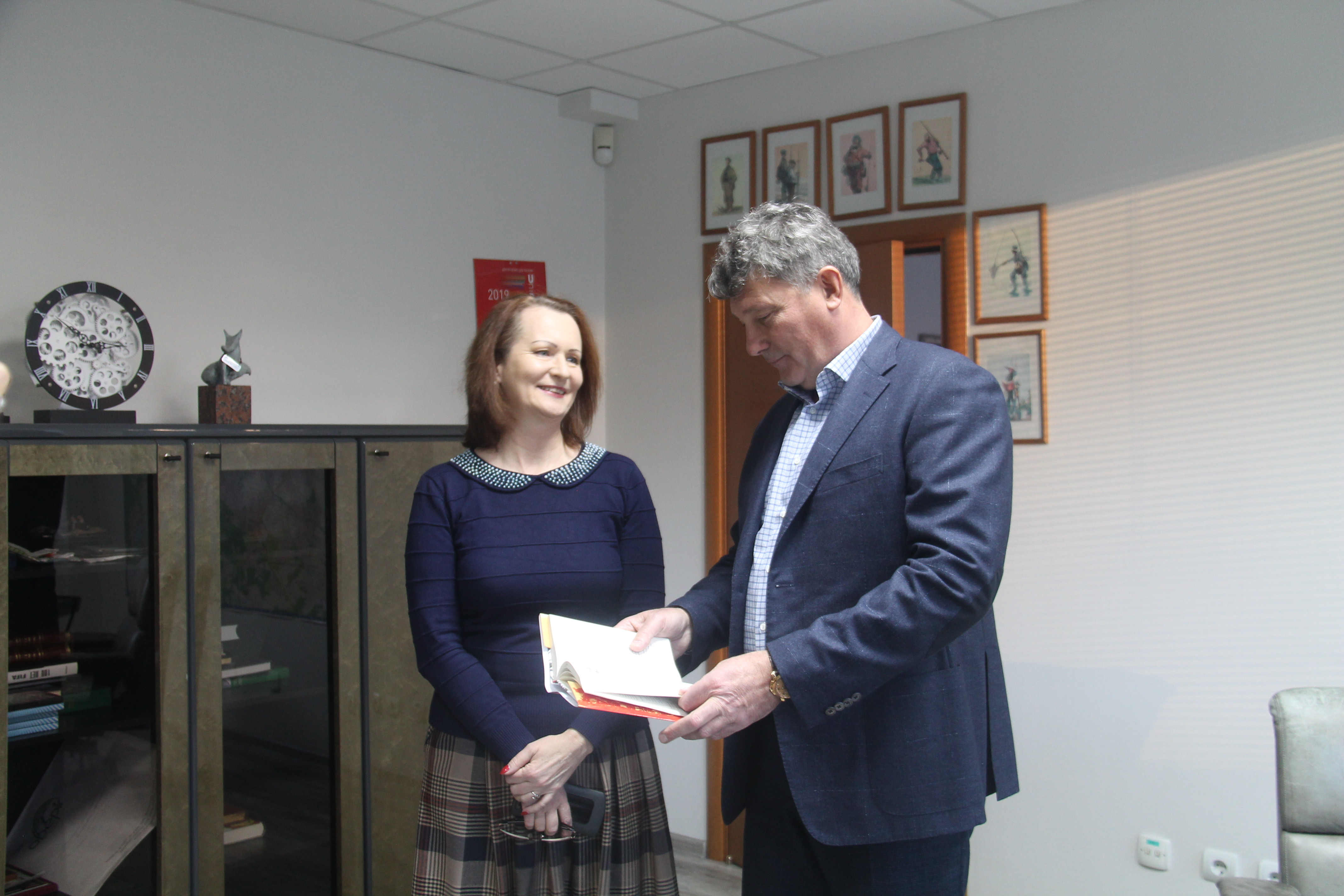
Геннадій Виходцев з письменницею та корпоративним секретарем ГКФ Тетяною Цой

У січні 2020 року Геннадій Виходцев сприяв видавництву художньої книги «Мені байдуже, що люди скажуть». Авторка — киянка Тетяна Цой. Перша презентація роману відбулася в конференц-залі в головному офісі групи компаній «ФОКСТРОТ». У 2021 році за сприяння Геннадія Виходцева вийшла друга книга Тетяни Цой «Мені байдуже, що люди скажуть». Сестри".
У 2021 році Геннадій Виходцев у 19-й раз підтримав проведення танцювального фестивалю Парад надій.

## Відзнаки

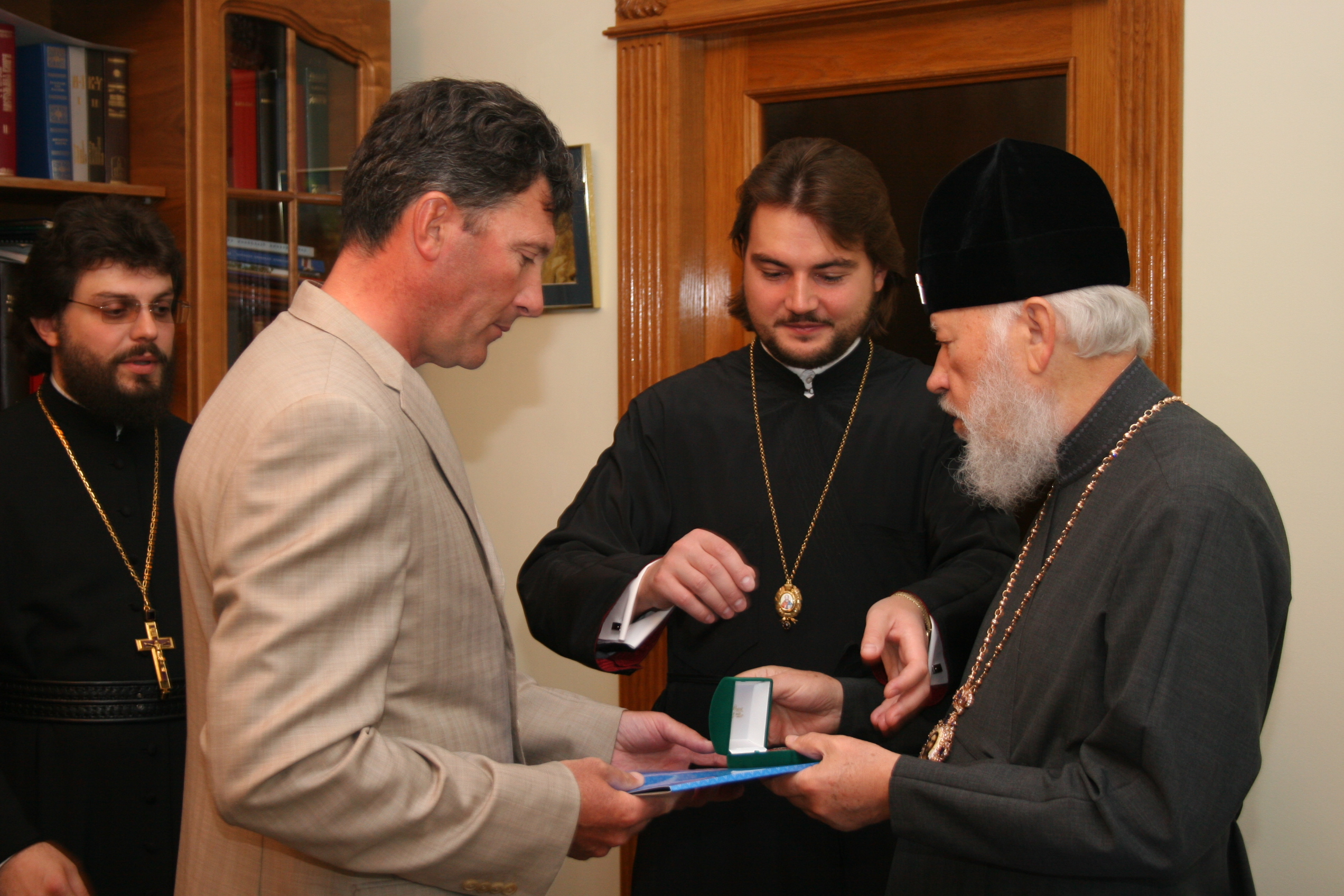
Геннадій Виходцев отримує орден

В 6 червня 2008 Українською Православною церквою був нагороджений Орденом святого рівноапостольного князя Володимира III ступеня (за допомогу дітям, що позбавлені батьківського піклування).
У 2010 році Геннадій Виходцев отримав Подяку Прем'єр-міністра України «за багаторічну сумлінну працю, значний внесок у реформування внутрішньої торгівлі, розвиток підприємництва та формування ринкової інфраструктури в Україні».
У 2022 році Геннадій Виходцев нагороджений медаллю «За сприяння Збройним Силам України» за «значний особистий внесок у справу розвитку Збройних сил України, плідну та самовіддану співпрацю з Міністерством оборони України по захисту територіальної цілісності України».